# Marius Avram
Marius Ionuț Avram (Boekarest, 9 augustus 1979) is een Roemeens voormalig voetbalscheidsrechter. Hij was in dienst van FIFA en UEFA tussen 2010 en 2020. Ook leidde hij van 2007 tot 2020 wedstrijden in de Liga 1.
Op 4 augustus 2007 leidde Avram zijn eerste wedstrijd in de Roemeense nationale competitie. Tijdens het duel tussen Politehnica Iași en Universitatea Craiova (2–1) trok de leidsman viermaal de gele kaart. In Europees verband debuteerde hij tijdens een wedstrijd tussen Rabotnički Skopje en FC Lusitanos in de voorronde van de UEFA Europa League; het eindigde in 5–0 voor de thuisploeg en Avram gaf drie gele kaarten. Zijn eerste interland floot hij op 29 mei 2010, toen Polen met 0–0 gelijkspeelde tegen Finland. Tijdens dit duel gaf Avram slechts een gele kaart aan de Finse verdediger Niklas Moisander.

## Interlands
| Datum            | Plaats                  | Wedstrijd                 | Uitslag | Competitie             | Kreeg geel | Kreeg voor de tweede keer geel en dus rood | Weggestuurd |
| ---------------- | ----------------------- | ------------------------- | ------- | ---------------------- | ---------- | ------------------------------------------ | ----------- |
| 29 mei 2010      | Kielce, Polen           | Polen – Finland           | 0 – 0   | Vriendschappelijk      | 1          | 0                                          | 0           |
| 17 november 2010 | Sofia, Bulgarije        | Bulgarije – Servië        | 0 – 1   | Vriendschappelijk      | 3          | 1                                          | 0           |
| 7 september 2012 | Nur-Sultan, Kazachstan  | Kazachstan – Ierland      | 1 – 2   | WK 2014 kwalificatie   | 3          | 0                                          | 0           |
| 9 september 2014 | Doha, Qatar             | Qatar – Peru              | 0 – 2   | Vriendschappelijk      | 2          | 0                                          | 0           |
| 9 juni 2018      | Tallinn, Estland        | Estland – Marokko         | 1 – 3   | Vriendschappelijk      | 3          | 0                                          | 0           |
| 15 november 2020 | Skopje, Noord-Macedonië | Noord-Macedonië – Estland | 2 – 1   | Nations League 2020/21 | 6          | 0                                          | 0           |